# Кардиналы-выборщики на конклаве 1823 года
| Страна                                    | Количество выборщиков |
| ----------------------------------------- | --------------------- |
| Итальянские государства                   | 46                    |
| Франция                                   | 4                     |
| Австрийская империя, Испания и Португалия | 1                     |

Следующие кардиналы-выборщики участвовали в Папском Конклаве 1823 года. Список кардиналов-выборщиков приводятся по географическим регионам и в алфавитном порядке.
Сорок девять из пятидесяти трёх кардиналов участвовали в Конклаве. Кардинал Джузеппе Альбани представил вето императора Австрии Франца I против избрания кардинала Антонио Габриэле Североли. Кардинал Аннибале делла Дженга, генеральный викарий Рима был избран и принял имя Лев XII. Он сменил Папу Пия VII, который умер 20 августа 1823 года.
В Священной Коллегии кардиналов присутствовали следующие кардиналы-выборщики, назначенные:
- 2 — папой Пием VI;
- 51 — папой Пием VII.

## Римская Курия
1. Джузеппе Альбани, префект Священной Конгрегации хорошего управления;
2. Томмазо Ареццо, кардинал-епископ Сабины, апостольский легат в Ферраре;
3. Дионисио Бардахи-и-Асара, кардинал-священник с титулярной церковью Сант-Аньезе-фуори-ле-Мура;
4. Франческо Бертаццоли, кардинал-священник с титулярной церковью Санта-Мария-сопра-Минерва;
5. Пьетро Видони младший, кардинал-дьякон с титулярной диаконией Сан-Никола-ин-Карчере;
6. Пьерфранческо Галеффи, кардинал-епископ Альбано, архипресвитер патриаршей Ватиканской базилики, префект Священной Конгрегации фабрики святого Петра;
7. Франческо Гвидобоно Кавалькини, кардинал-дьякон с титулярной диаконией Санта-Мария-ин-Аквиро;
8. Чезаре Гуэррьери Гонзага, кардинал-дьякон с титулярной диаконией Сант-Адриано-аль-Форо;
9. Эммануэле де Грегорио, префект Священной Конгрегации Собора;
10. Аннибале делла Дженга, генеральный викарий Рима, архипресвитер патриаршей Либерийской базилики (был избран папой римским и выбрал имя Лев XII);
11. Джачинто Плачидо Дзурла, O.S.B.Cam, кардинал-священник с титулярной церковью Санта-Кроче-ин-Джерусалемме;
12. Джорджо Дориа Памфили, префект Священной Конгрегации индульгенций и священных реликвий;
13. Франческо Саверио Кастильони, кардинал-епископ Фраскати, великий пенитенциарий, префект Священной Конгрегации Индекса;
14. Эрколе Консальви, государственный секретарь Святого Престола, префект Священной Конгрегации чрезвычайных церковных дел, библиотекарь Святой Римской Церкви;
15. Джованни Качча Пьятти, камерленго Священной Коллегии кардиналов;
16. Бенедетто Наро, префект Священной Конгрегации дисциплины монашествующих;
17. Бартоломео Пакка старший, кардинал-епископ Порто и Санта Руфина, вице-декан Коллегии кардиналов, камерленго, префект Священной Конгрегации по делам епископов и монашествующих;
18. Антонио Паллотта, кардинал-священник с титулярной церковью Сан-Сильвестро-ин-Капите;
19. Луиджи Пандольфи, кардинал-священник с титулярной церковью Санта-Сабина;
20. Карло Педичини, кардинал-священник с титулярной церковью Санта-Мария-ин-Виа;
21. Томмазо Риарио Сфорца, кардинал-дьякон с титулярной диаконией Сан-Джорджо-ин-Велабро;
22. Агостино Риварола, кардинал-священник с титулярной церковью Сант-Агата-деи-Готи;
23. Фабрицио Руффо, кардинал-протодьякон, префект Священной Конгрегации вод и дорог;
24. Станислао Сансеверино, апостольский легат в Форли;
25. Антонио Габриэле Североли, апостольский про-датарий;
26. Франческо Серлупи Крешенци, кардинал-священник с титулярной церковью Санта-Прасседе;
27. Джулио Мария делла Сомалья, кардинал-епископ Остии и Веллетри, декан Коллегии кардиналов, вице-канцлер Святой Римской Церкви, секретарь Верховной Священной Конгрегации Римской и Вселенской Инквизиции, архипресвитер патриаршей Латеранской базилики;
28. Джузеппе Мария Спина, кардинал-епископ Палестрины;
29. Фабрицио Турриоцци, кардинал-священник с титулярной церковью Санта-Мария-ин-Арачели;
30. Джузеппе Фиррао, кардинал-протопресвитер;
31. Антонио Мария Фрозини, кардинал-дьякон с титулярной диаконией Санта-Мария-ин-Козмедин;
32. Иоганн Казимир фон Хеффелин, посол Баварии при Святом Престоле;
33. Луиджи Эрколани, префект экономии Священной Конгрегации Пропаганды Веры.

## Европа

### Итальянские государства
1. Чезаре Бранкадоро, архиепископ Фермо;
2. Пьетро Гравина, архиепископ Палермо;
3. Эрколе Дандини, епископ Озимо и Чинголи;
4. Карло Франческо Казелли, O.S.M., архиепископ-епископ Пармы;
5. Джузеппе Мороццо делла Рокка, архиепископ-епископ Новары;
6. Карло Одескальки, архиепископ Феррары;
7. Карло Оппиццони, архиепископ Болоньи;
8. Антонио Ламберто Рускони, епископ Имолы;
9. Луиджи Руффо Шилла, архиепископ Неаполя;
10. Паоло Джузеппе Соларо ди Вилланова, бывший епископ Аосты;
11. Доменико Спинуччи, архиепископ Беневенто (не участвовал в Конклаве);
12. Джованни Франческо Фальцакаппа, епископ-архиепископ Анконы;
13. Франческо Чезареи Леони, епископ Йези;
14. Фабрицио Шеберрас Тестаферрата, епископ Сенигаллии.

### Франция
1. Луи-Франсуа де Боссе-Рокфор, бывший епископ Алеса (не участвовал в Конклаве);
2. Анн-Антуан-Жюль де Клермон-Тоннер, архиепископ Тулузы;
3. Анн-Луи-Анри де Ла Фар, архиепископ Санса;
4. Жозеф Феш, архиепископ Лиона.

### Австрийская империя
1. Рудольф Иоганн Иосиф Райнер фон Габсбург-Лотарингский, эрцгерцог Австрийский, королевский принц Венгрии и Богемии, архиепископ Оломоуца (не участвовал в Конклаве);

### Португалия
1. Карлуш да Кунья-и-Менезеш, патриарх Лиссабона (не участвовал в Конклаве).